# Arrondissement Saint-Jean-de-Maurienne
Das Arrondissement Saint-Jean-de-Maurienne ist eine Verwaltungseinheit des französischen Départements Savoie in der Region Auvergne-Rhône-Alpes. Hauptort (Unterpräfektur) ist Saint-Jean-de-Maurienne.
Es besteht aus drei Kantonen und 53 Gemeinden.

## Kantone
- Modane
- Saint-Jean-de-Maurienne
- Saint-Pierre-d’Albigny (mit 11 von 25 Gemeinden)

## Gemeinden
Die Gemeinden des Arrondissement Saint-Jean-de-Maurienne sind:
| 1. Aiton (73007)                        | 2. Albiez-le-Jeune (73012)             | 3. Albiez-Montrond (73013)              | 4. Argentine (73019)                   |
| 5. Aussois (73023)                      | 6. Avrieux (73026)                     | 7. Bessans (73040)                      | 8. Bonneval-sur-Arc (73047)            |
| 9. Bonvillaret (73049)                  | 10. La Chambre (73067)                 | 11. La Chapelle (73074)                 | 12. Les Chavannes-en-Maurienne (73083) |
| 13. Épierre (73109)                     | 14. Fontcouverte-la-Toussuire (73116)  | 15. Fourneaux (73117)                   | 16. Freney (73119)                     |
| 17. Jarrier (73138)                     | 18. Modane (73157)                     | 19. Montgilbert (73168)                 | 20. Montricher-Albanne (73173)         |
| 21. Montsapey (73175)                   | 22. Montvernier (73177)                | 23. Notre-Dame-du-Cruet (73189)         | 24. Orelle (73194)                     |
| 25. Saint-Alban-d’Hurtières (73220)     | 26. Saint-Alban-des-Villards (73221)   | 27. Saint-André (73223)                 | 28. Saint-Avre (73224)                 |
| 29. Saint-Colomban-des-Villards (73230) | 30. Saint-Étienne-de-Cuines (73231)    | 31. Saint François Longchamp (73235)    | 32. Saint-Georges-d’Hurtières (73237)  |
| 33. Saint-Jean-d’Arves (73242)          | 34. Saint-Jean-de-Maurienne (73248)    | 35. Saint-Julien-Mont-Denis (73250)     | 36. Saint-Léger (73252)                |
| 37. Saint-Martin-d’Arc (73256)          | 38. Saint-Martin-de-la-Porte (73258)   | 39. Saint-Martin-sur-la-Chambre (73259) | 40. Saint-Michel-de-Maurienne (73261)  |
| 41. Saint-Pancrace (73267)              | 42. Saint-Pierre-de-Belleville (73272) | 43. Saint-Rémy-de-Maurienne (73278)     | 44. Saint-Sorlin-d’Arves (73280)       |
| 45. Sainte-Marie-de-Cuines (73255)      | 46. La Tour-en-Maurienne (73135)       | 47. Val-Cenis (73290)                   | 48. Val-d’Arc (73212)                  |
| 49. Valloire (73306)                    | 50. Valmeinier (73307)                 | 51. Villarembert (73318)                | 52. Villargondran (73320)              |
| 53. Villarodin-Bourget (73322)          |                                        |                                         |                                        |

## Ehemalige Gemeinden seit der landesweiten Neuordnung der Arrondissements
- Bis 2016: Bramans, Lanslebourg-Mont-Cenis, Lanslevillard, Montaimont, Montgellafrey, Saint-François-Longchamp, Sollières-Sardières, Termignon
- Bis 2018: Hermillon, Le Châtel, Pontamafrey-Montpascal, Randens, Aiguebelle